# Bishop
Bishop je priimek več znanih oseb:
- Andy Bishop (*1982), angleški nogometaš
- Ed Bishop (1932—2005), ameriški igralec
- Elizabeth Bishop (1911—1979), ameriška pesnica
- Errett Bishop (1928—1983), ameriški matematik
- Henry Rowley Bishop (1786—1855), angleški dirigent in skladatelj
- Isabel Bishop (1902—1988), ameriška slikarka
- Joey Bishop (1918—2007), ameriški igralec
- John Michael Bishop (*1936), ameriški biokemik, nobelovec leta 1989
- John Peale Bishop (1892—1944), ameriški književnik
- Maurice Bishop (1944—1983), grenadski politik
- Walter Bishop (1927—1998), ameriški jazz glasbenik
- William Bishop (1918—1959), ameriški igralec
- William Avery Bishop (1894—1956), kanadski letalski častnik